# Rattle That Lock
Rattle That Lock je čtvrté studiové album britského kytaristy a zpěváka Davida Gilmoura. Vydáno bylo v září 2015.

## Popis alba a jeho historie
Na desce Rattle That Lock, jejíž název odhalil Gilmour na akci Borris House Festival of Writing and Ideas konané 6. června 2015 v irském Carlow, pracovali s Gilmourem, mimo jiné, také jeho dlouholetý spolupracovník Phil Manzanera, který je rovněž koproducentem alba, Jools Holland a Gilmourova manželka, spisovatelka a textařka Polly Samson. Právě ona uvedla, že tématy textů jsou „carpe diem“, užij si každý okamžik, a „prostě to udělej“ (neboj se a neohlížej se za sebe). Album Rattle That Lock bylo nahráno v letech 2014 a 2015 v Gilmourových studiích Medina (v Hove) a Astoria.
Titulní píseň, jež byla vydána jako singl ke stažení dne 17. července 2015, byla inspirována znělkou francouzských drah od Michaëla Boumendila, kterou Gilmour zaslechl na nádraží při návštěvě svých známých. Text skladby napsala Polly Samson, která zase vycházela z druhé knihy Ztraceného ráje.
Album bylo vydáno 18. září 2015 ve čtyřech variantách jako CD, LP a dvě deluxe edice: CD+DVD a CD+BD, přičemž na bonusových discích se bude nacházet doplňkový audiovizuální materiál a další tři verze alba (včetně 5.1 zvuku a stereo verze ve vysoké kvalitě). Autorem fotografie na přebalu alba je Rupert Truman ze StormStudios, který na ní spolupracoval s Davem Stansbiem (The Creative Corporation) a Aubreym Powellem (Hipgnosis). V britském žebříčku se album Rattle That Lock umístilo na prvním místě, v americké hitparádě Billboard 200 skončilo nejlépe páté.
Při příležitosti vydání alba proběhlo od září 2015 do září 2016 Gilmourovo sólové turné, z něhož vzešlo koncertní album a koncertní film Live at Pompeii.

## Seznam skladeb
| Pořadí         | Název                        | Hudba              | Text           | Délka |
| -------------- | ---------------------------- | ------------------ | -------------- | ----- |
| 1.             | 5 A.M.                       | Gilmour            | instrumentální | 3:04  |
| 2.             | Rattle That Lock             | Gilmour, Boumendil | Samson         | 4:55  |
| 3.             | Faces of Stone               | Gilmour            | Gilmour        | 5:32  |
| 4.             | A Boat Lies Waiting          | Gilmour            | Samson         | 4:34  |
| 5.             | Dancing Right in Front of Me | Gilmour            | Gilmour        | 6:11  |
| 6.             | In Any Tongue                | Gilmour            | Samson         | 6:46  |
| 7.             | Beauty                       | Gilmour            | instrumentální | 4:28  |
| 8.             | The Girl in the Yellow Dress | Gilmour            | Samson         | 5:25  |
| 9.             | Today                        | Gilmour            | Samson         | 5:55  |
| 10.            | And Then…                    | Gilmour            | instrumentální | 4:29  |
| Celková délka: | Celková délka:               | Celková délka:     | Celková délka: | 51:19 |

## Obsazení
- David Gilmour – zpěv, kytara, klávesy, elektrické piano, Hammondovy varhany, klavír, baskytara, basová harmonika
- Rado Klose – kytara (ve skladbě „The Girl in the Yellow Dress“)
- John Parricelli – kytara (ve skladbě „The Girl in the Yellow Dress“)
- Phil Manzanera – Hammondovy varhany, klávesy, akustická kytara
- Roger Eno – klavír (ve skladbách „A Boat Lies Waiting“ a „Beauty“)
- Gabriel Gilmour – klavír (ve skladbě „In Any Tongue“)
- Jools Holland – klavír (ve skladbě „The Girl in the Yellow Dress“)
- Jon Carin – elektrické piano (ve skladbě „Today“)
- Mike Rowe – elektrické piano (ve skladbě „Today“)
- Eira Owen – lesní roh (ve skladbě „Faces of Stone“)
- Damon Iddins – akordeon (ve skladbě „Faces of Stone“), klávesy (ve skladbě „Faces of Stone“)
- Colin Stetson – saxofon (ve skladbě „The Girl in the Yellow Dress“)
- Robert Wyatt – kornet (ve skladbě „The Girl in the Yellow Dress“)
- Yaron Stavi – kontrabas, baskytara, doprovodné vokály
- Guy Pratt – baskytara (ve skladbách „Rattle That Lock“ a „Today“)
- Chris Laurence – kontrabas (ve skladbě „The Girl in the Yellow Dress“)
- Steve DiStanislao – bicí, perkuse, doprovodné vokály
- Danny Cummings – perkuse
- Andy Newmark – bicí
- Martin France – bicí (ve skladbě „The Girl in the Yellow Dress“)
- Mica Paris – doprovodné vokály (ve skladbách „Rattle That Lock“ a „Today“)
- Louise Marshall – doprovodné vokály (ve skladbách „Rattle That Lock“ a „Today“)
- David Crosby – doprovodné vokály (ve skladbě „A Boat Lies Waiting“)
- Graham Nash – doprovodné vokály (ve skladbě „A Boat Lies Waiting“)
- Polly Samson – doprovodné vokály (ve skladbě „Today“)
- The Liberty Choir pod vedením MJ Paranzina (ve skladbě „Rattle That Lock“)
- Zbigniew Preisner – orchestrace

Technická podpora
- David Gilmour – produkce, mixing, zvukový inženýr
- Phil Manzanera – produkce
- Andy Jackson – zvukový inženýr, mixing
- Kevin Madigan – zvukový inženýr
- Mike Boddy – zvukový inženýr
- Geoff Foster – zvukový inženýr
- John Prestage – asistent zvukového inženýra
- Laurence Anslow – asistent zvukového inženýra
- Andres Mesa – asistent zvukového inženýra
- James Guthrie – mastering
- Joel Plante – mastering